# Alfons Buts
Alfons Buts, né le 9 mai 1899 à Malines et y décédé le 16 janvier 1976 fut un homme politique belge, membre du CVP.
Buts fut diplômé de l'école de jardinage de Vilvorde (1922); dirigeant du Boerenbond (1941-).
Il fut élu conseiller communal de Malines (1938-); sénateur de l'arrondissement de Malines-Turnhout (1954-1965).
Il fut créé chevalier de l'ordre de Léopold II.

## Distinctions
- Chevalier de l'ordre de Léopold II

## Sources
- Bio sur ODIS